# Prayad Marksaeng
Prayad Marksaeng (Hua Hin, 30 januari 1966) is een professionele golfer uit Thailand.

## Amateur
Als amateur was Marksaeng lid van het team dat in 1987 de Spelen van ZO-Azië won. Hij is getrouwd en woont met zijn gezin in Hua Hin. Hij heeft twee kinderen.

## Professional
Marksaeng werd in 1991 professional. Vanaf 1995 speelde hij op de Aziatische PGA Tour waar hij inmiddels zes toernooien heeft gewonnen. Hij heeft ook op de Japanse Tour gespeeld en daar drie toernooien gewonnen. Hij is een van de eerste tien golfers die meer dan een $1.000.000 aan prijzengeld won. Hij heeft ook in de top-100 van de World Rankings gestaan.
In 2008 werd Marksaeng uitgenodigd aan de Masters mee te doen. Na een eerste ronde van 82 trok hij zich tijdens de tweede ronde terug wegens rugklachten.
Hij deed automatisch mee aan de Race To Dubai, aangezien veel Aziatische toernooien ook tellen voor de Europese rangorde. Eind 2009 stond hij in Europa op de 75ste plaats, omdat hij tien Aziatische toernooien speelde die ook voor de Europese rangorde telden. Hij speelde in 2009 het Brits Open, maar miste de cut.

### Gewonnen

#### Aziatische Tour
- 1996: Volvo China Open
- 1997: Yokohama Singapore PGA Championship, Thai International
- 2000: Casino Filipino Open
- 2005: Crowne Plaza Open
- 2007: Volvo Masters of Asia
- 2013: Singha Esan Open

#### Japanse Tour
- 2008: Mitsubishi Diamond Cup Golf, Gateway to the Open Mizuno Yomiuri Classic, Dunlop Phoenix Tournament

#### OneAsia Tour
- 2013: Thailand Open (-24)

#### Elders
- 2007: Singha E San Open
- 2013:  PGA Thailand Classice #3

### Teams
- World Cup (namens Thailand): 2007, 2008, 2009
- Dynasty Cup (namens Azië): 2003 (winnaars), 2005 (winnaars)
- Royal Trophy (namens Azië): 2009 (winnaars)